# Ивановка (Фёдоровский район, Башкортостан)
Ивановка (баш. Ивановка) — деревня в Федоровском районе Башкортостана. Входит в Балыклинский сельсовет.

## География
Расстояние до:
- районного центра (Фёдоровка): 10 км,
- центра сельсовета (Балыклы): 4 км,
- ближайшей ж/д станции (Мелеуз): 51 км.

## Население
| 2002 | 2009 | 2010 |
| ---- | ---- | ---- |
| 18   | →18  | ↘11  |

Национальный состав
Согласно переписи 2002 года, преобладающая национальность — русские (94 %).